# Keplerplatz metróállomás
Keplerplatz egy metróállomás Bécsben a bécsi metró U1 vonalán.

## Szomszédos állomások
A metróállomáshoz az alábbi állomások vannak a legközelebb:
- Reumannplatz
- Südtiroler Platz – Hauptbahnhof

## Átszállási kapcsolatok
| U1 (Oberlaa ↔ Leopoldau) |                        |                         |
| Állomás                  | Átszállási kapcsolatok | Fontosabb létesítmények |
| Keplerplatz              | 14A                    |                         |